# Lady Sovereign
Louise Amanda Harman (Wembley, Londres, Inglaterra; 19 de diciembre de 1985), más conocida como Lady Sovereign, es una MC, cantante y rapera británica.

## Biografía

### Primeros años
Lady Sovereign creció en el norte de Londres en Chalk Hill Estate, un proyecto de viviendas públicas. Ella dice que su educación pudo volverse peligrosa o deprimente en ese entorno. Influenciada por los álbumes de Salt-N-Pepa, de su madre y sus palabras, Sovereign comenzó a escribir sus propias rimas a la edad de 14 años, y en 2007 declaró que era lesbiana. Comenzó subiendo algunas de sus canciones a varios sitios de música. Luego abandonó la escuela, y afortunadamente consiguió un papel actuando en un filme educacional, a tan solo poco tiempo de haber ingresado a la escuela de teatro, acerca de la vida de una sobresaliente MC quien también abandonó la escuela de Preston Manor High School a los 16 años. 
Convenció a algunos productores de que ella podía escribir la banda sonora del filme, los demos que hizo para esta, cayeron en manos del productor musical Medasyn. Él ayudó a Sovereign para que junto con  Frost P, Zuz Rock, y Shystie formaron una batalla de estilo libre (Freestyle) de hombres contra mujeres titulada: "The Battle". Fue lanzada en el 2003 por Casual Records. Cada cantante que participó en "The Battle" ha sido firmado por una disquera. Island Records fue la disquera que contrató por primera vez a Sovereign en el 2004.

## Carrera

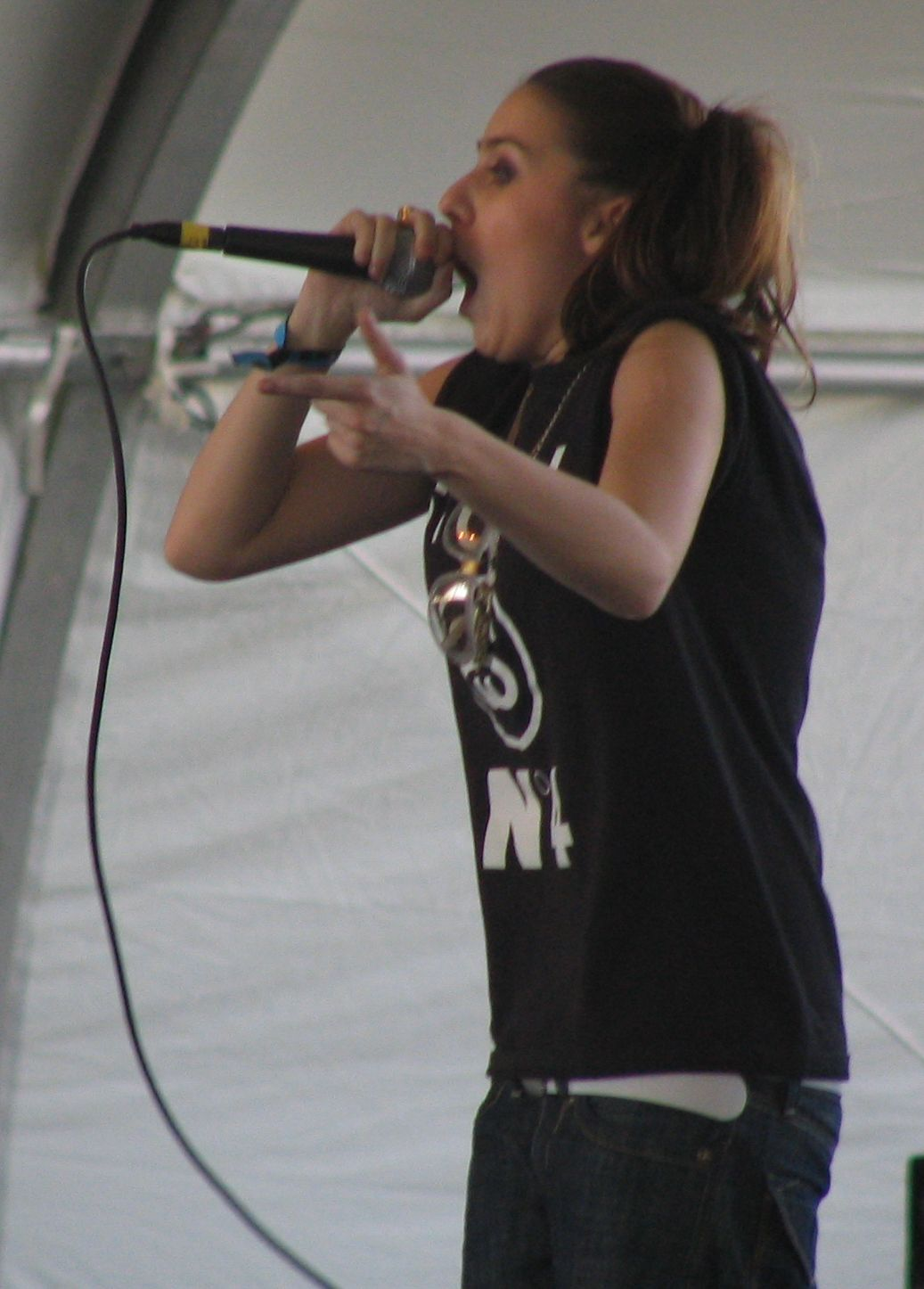
Lady Sovereign en 2006, en el Coachella Valley Music and Arts Festival.

"The Battle" comenzó una serie de sencillos que pondrían a Lady Sovereign a ser el centro de atención. Mientras "A Little Bit of Shhh!," "Random," y "9 to 5," se estaban vendiendo bien, los sencillos de estilo libre solo mostrados en Internet como "Tango" y "Cheeky Remix" se estaban volviendo igual de populares. Comenzó el 2005 haciendo una compilación de Grime Run the Road – Como solo artista y con The Streets – luego recolectaron algunos sencillos y los lanzaron Vertically Challenged EP de Chocolate Industries. 
Remató el año conociendo a la estrella del Hip-Hop americano y CEO de las disqueras Def Jam y Roc-A-Fella Records, Jay-Z. Con Usher y L.A. Reid sentados al lado del  Jay-Z le pidió que le mostrara un freestyle antes de ofrecerle un contrato con Def Jam. 
Lady Sovereign es la primera mujer no americana en firmar un contrato con Def Jam.
Cuando The Ordinary Boys lanzaron el sencillo "Boys Will Be Boys", Lady Sovereign volvió para hacer un remix con la música y los coros originales, pero ahora sería "Girls will be girls". En mayo de 2006, participó junto con los Ordinary Boys en el sencillo "Nine2Five", una versión remix de su canción original "9 to 5", conocida como "The Ordinary Boys vs Lady Sovereign.", "Nine2Five" entró en la posición #38 en el top 40 de sencillos descargados solamente de Internet en el Reino Unido, y brincó al #6 cuando estuvo disponible en CD y en 7” vinyl, durante el comienzo de la semana del 22 de mayo de 2006. Esta ha sido su más alta posición en la lista de éxitos para nombrar
Lady Sovereign fue la presentadora y portavoz de Adult Swim y Chocolate Industries Chocolate Swim.
El 31 de octubre de 2006, su álbum debut,Public Warning, fue lanzado presentando "Random," "9 to 5," "Hoodie" y el sencillo, "Love Me or Hate Me,".
El 1 de agosto de 2006, el sencillo de Lady Sovereign "Love Me or Hate Me", una colaboración con el productor Americano Dr. Luke, fue transmitido en el radio por primera vez en Norteamérica en  Flow 93.5 en Canadá.
Comenzó la gira en Estados Unidos el 23 de octubre de 2006 y pronto apareció en vivo en  CBS-TV's Late Show with David Letterman.
"Love Me or Hate Me" se convirtió en el anuncio del teléfono celular de Verizon Wireless el LG Chocolate. Aparece también en la banda sonora del videojuego Need for Speed: Carbon y es el tema musical del show The Bad Girls Club. "9 to 5" también aparece en The Bad Girls Club, también siendo entre las docenas de canciones de la banda sonora de la versión del juego de la EA Sports' FIFA World Cup 2006, Xbox360 y en la banda sonora de Ugly Betty.
"Random" aparece en la banda sonora de  Midnight Club 3: DUB Edition Remix. El  17 de octubre de 2006 "Love Me or Hate Me" se convirtió en el primer vídeo de una artista Británica en posicionarse en el número uno en los Estados Unidos en la versión original de MTV's Total Request Live 
Grabó una canción para el Nuevo álbum del show The O.C.' Music From The O.C. Mix 6 "Covering Our Tracks", donde canta el cover de The Sex Pistols' "Pretty Vacant".
Abrió los conciertos de  Gwen Stefani en su gira The Sweet Escape Tour de 2007.
A diferencia de muchas artistas británicas que cantan rap con acentos americanos, Sovereign, canta con un denso acento de clase trabajadora londinense. Frecuentemente se burla de sus ‘compañeros’ por tratar de sonar americanos en su trabajo.
Mientras se presentaba en el Studio B en Brooklyn, New York, Lady Sovereign le dijo a la multitud que estaba teniendo problemas monetarios y batallando con una depresión antes de entrar al escenario. Sin embargo, en una presentación después que tuvo en el Avalon en Los Ángeles, la completo sin ningún incidente. Después se disculpó diciendo que solo tuvo un mal día.

## Aparición en televisión
Lady Sovereign ha aparecido en Soccer AM varias veces. También apareció en una historia en  Cartoon Network, Adult Swim y en un filme educacional llamado X-ED el cual puede verse en YouTube.

## Enemistad con Jelly Donut
En el 2006 un fan llamado Zach Slow hizo una petición en línea para reunir $10 000 dólares para una cita con Lady Sovereign. El esfuerzo le hizo ganar cobertura por los medios, y fue exitosos en ambos, reuniendo el dinero y consiguiendo el acuerdo de la cantante a acudir.
Posterior a eso, fue agrio, con ambos lados intercambiando insultos en el San Francisco Chronicle. Un DJ local conocido como "Jelly Donut", originalmente envuelto en la cita de Zach Show, procuró atender al show del 7 de enero de 2007 en San Francisco. En el show, vestido con un gran disfraz de jelly donut (dona con mermelada) y organizó a los fanes a gritar "Battle Jelly Donut" mientras intentaban acercarlo a escenario aparentemente para retar a Lady Sovereign. Después de mucha alteración Lady Sovereign le tiró una bebida a Jelly Donut, y escupió en su cara. Seguridad escoltó a Jelly Donut fuera del concierto.

## Discografía

### Álbumes de estudio
| Año  | Álbum          | RU | EUA | CAN |
| ---- | -------------- | -- | --- | --- |
| 2006 | Public Warning | 80 | 48  | -   |
| 2009 | Jigsaw         | -  | -   | -   |

### EP
| Año  | Título                |
| ---- | --------------------- |
| 2006 | Vertically Challenged |
| 2006 | Blah Blah             |
| 2007 | Those Were the Days   |

### Sencillos
| Año  | Título                              | Posición más alta en listas | Posición más alta en listas | Posición más alta en listas | Álbum                                   |
| Año  | Título                              | RU                          | EUA                         | AUS                         | Álbum                                   |
| ---- | ----------------------------------- | --------------------------- | --------------------------- | --------------------------- | --------------------------------------- |
| 2005 | «Random»                            | 73                          | -                           | -                           | Vertically Challenged EP Public Warning |
| 2005 | «9 to 5»                            | 33                          | -                           | -                           | Public Warning                          |
| 2005 | «Hoodie»                            | 44                          | -                           | -                           | Public Warning                          |
| 2006 | «Nine2Five» (vs. The Ordinary Boys) | 6                           | -                           | -                           | -                                       |
| 2006 | «Love Me or Hate Me, Gatheration»   | 26                          | 45                          | 48                          | Public Warning                          |
| 2007 | «Those Were the Days»               | 88                          | -                           | -                           | Public Warning                          |
| 2009 | «So Human»                          | -                           | -                           | -                           | Jigsaw                                  |

### Sencillos promocionales
| Año  | Título                                         |
| ---- | ---------------------------------------------- |
| 2004 | «The Battle» (con Frost P, Shystie y Zuz Rock) |
| 2004 | «Ch Ching (Cheque 1 2)»                        |
| 2005 | «A Little Bit of Shhh»                         |
| 2006 | «Blah Blah» (con Kalie Burgess)                |
| 2008 | «I got you dancing» (con MC Burro)             |
| 2009 | «So Human»                                     |